# World Series 1938
Le World Series 1938 sono state la 35ª edizione della serie di finale della Major League Baseball al meglio delle sette partite tra i campioni della National League (NL) 1937, i Chicago Cubs e quelli della American League (AL), i New York Yankees. A vincere il loro settimo titolo furono gli Yankees per quattro gare a zero.
Dizzy Dean, che aveva portato i Cubs alla vittoria del pennant della National League malgrado un problema a un braccio, non riuscì ad incidere nelle Series e gli Yankees vinsero il loro terzo titolo consecutivo, battendo i Cubs come nel 1932. Il lanciatore partente di New York Red Ruffing vinse due partite, anche se concesse 17 valide in 18 inning lanciati. Dopo gara 2, gli Yankees non avrebbero più fatto ritorno al Wrigley Field per quasi 65 anni, fino al 6 giugno 2003.

## Sommario
New York ha vinto la serie, 4-0.
| Gara | Data      | Risultato                              | Stadio         | Tempo | Pubblico |
| ---- | --------- | -------------------------------------- | -------------- | ----- | -------- |
| 1    | 5 ottobre | New York Yankees – 3, Chicago Cubs – 1 | Wrigley Field  | 1:53  | 43.642   |
| 2    | 6 ottobre | New York Yankees – 6, Chicago Cubs – 3 | Wrigley Field  | 1:53  | 42.108   |
| 3    | 8 ottobre | Chicago Cubs – 2, New York Yankees – 5 | Yankee Stadium | 1:57  | 55.236   |
| 4    | 9 ottobre | Chicago Cubs – 3, New York Yankees – 8 | Yankee Stadium | 2:11  | 59.847   |

## Hall of Famer coinvolti
- Umpire: Cal Hubbard
- Yankees: Joe McCarthy (man.), Bill Dickey, Joe DiMaggio, Lou Gehrig, Lefty Gomez, Joe Gordon, Red Ruffing
- Cubs: Dizzy Dean, Gabby Hartnett, Billy Herman, Tony Lazzeri